# Цигак Василь Станіславович
Василь Станіславович Цигак (8 грудня 1938, Сухий, Закарпаття, Чехословаччина) — працівник культури Мукачевого. Заступник міського голови Мукачева з питань культури (1982—1994), директор Мукачівського історичного музею «Замок Паланок» (з 1994 року). Заслужений працівник культури України.

## Біографія
Народився в селі Сухий на Закарпатті. Освіта вища, закінчив історичний факультет Ужгородського державного університету.
Загальний трудовий стаж Василя Цигака — понад 40 років. Працював в комсомольських, державних та партійних органах. З 1982 по 1994 рік — заступник міського голови з питань культури, освіти та охорони здоров'я.
З листопада 1994 року Василь Цигак працює директором Мукачівського історичного музею у замку Паланок. Під його керівництвом було проведено великий обсяг робіт щодо відбудови замку. Відремонтовано приміщення верхнього та середнього дворів, бастіони, повністю перекрито дахи, збудовано два нові мости, вимощено каменем двори та передзамкову площу, обладнано приміщення для оформлення музейних експозицій загальною площею 2500 кв. метрів. Завдяки вмілій організації пошукової роботи лише за три роки фонди музею збільшились на 2500 експонатів. Це дало можливість оформити нові експозиції з етнографії, народного побуту, значно розширити експозиції з археології, середніх віків та новітньої історії. Зібрано багатий матеріал (документи та фотодокументи), що стосується утвердження державності України. Музей тісно співпрацює зі спорідненими колективами з Угорщини, зокрема з музеєм міста Шарошпоток, із творчим художнім табором «Хортобань». Завдяки їхній допомозі в замку відкрито меморіальні кімнати Ференца Ракоці II, Шандора Петефі, зал сучасного образотворчого мистецтва Угорщини.
У замку встановлено пам'ятники князю Федору Коріятовичу, Ілоні Зріні, меморіальні дошки Шандору Петефі та Ференцу Казінці та Ілоні Зріні.
Кількість відвідувачів музею з 7 тисяч у 1996 році зросла до 42 тисяч у 2001 році. Прибутки музею склали за 2001 рік понад 100 тисяч грн., в той час як у 1996 році вони складали 800 грн. Майже половина обсягу робіт у замку проводилась за рахунок спецкоштів музею, спонсорських надходжень та на громадських засадах.
З ініціативи Василя Цигака проведено акцію «Церкви Закарпаття — пам'ятки дерев'яної архітектури України», в результаті якої художники написали і подарували музею більше 40 полотен цих споруд. Щороку проводився конкурс пасхальної писанки, відкрито відповідно експозицію «Писанка». У замку вже традиційним стало проведення науково-практичних конференцій, учасниками яких є історики та архітектори з України, Угорщини, Словаччини та Румунії; міжнародних симпозіумів скульпторів та художників. Завдяки цим заходам Мукачеве збагатилося багатьма скульптурами та скульптурними композиціями, що прикрашають його площі та парки.
Музей-замок відвідує багато почесних гостей, керівники держав, дипломати. У лютому 2002 року замок відвідав президент Угорщини Ференц Мадл.
Василь Станіславович Цигак брав участь у виготовленні та встановленні пам'ятників Федору Корятовичу, Пресвятій Богородиці, Кирилу і Мефодію, погрудь Мігаю Мункачі, Погруддя О.С.Пушкіну (Мукачево), Погруддя Т.Г.Шевченку (Мукачево); меморіальних дощок Августину Волошину (Мукачево), Михайлу Грушевському (Мукачево), Тівадару Легоцькі (Мукачево) та іншим видатним діячам історії та культури.
За його безпосередньої участі було розроблено чинну символіку міста.

## Відзнаки
За особисті заслуги в розвитку культури міста в 1998 році йому присвоєно звання заслуженого працівника культури України, а в 2002 році — Почесного громадянина міста Мукачева та звання «Закарпатець 2002 року».